# Ludi Megalenses
De Ludi Megalenses waren spelen ter ere van de godin Magna Mater. Slechts een select publiek, de patriciërs, kon genieten van de uitgebreide maaltijden. Ludi is een verzamelwoord voor een geheel van theater, spelen en wedstrijden gehouden in het oude Rome, voor verschillende gelegenheden, maar zeker op festivals voor de goden. Als op zekere festivals spelen het grootste deel vormden van de plechtigheden, werden die festivals ludi genoemd. Soms werden de ludi ook gehouden ter ere van een magistraat of een overleden persoon. In dit geval werden de spelen gezien als ludi privati ook al kon iedereen eraan deelnemen.

## De oorsprong van de Ludi Megalenses
De Ludi Megalenses ontstonden in 204 v.Chr. naar aanleiding van de invoering van de Cybele-cultus. Deze godin kwam naar Rome in de symbolische vorm van een zwarte steen uit Pessinus in Phryghië. Cybele werd ook Magna Mater genoemd. Het Grieks woord voor magna, 'μεγάλη', leidde tot het begrip ‘Megalenses’. De aediles curules organiseerden de Ludi Megalenses. Vanaf 22 v.Chr. werden ze door de praetoren geleid. Ze duurden van 4 april tot 10 april.
De theorieën over de invoering van de cultus van Cybele in Rome verschillen sterk van elkaar. Wissowa stelt dat de oprichting van de heiligdommen en de inrichting van de Ludi Megalenses een politieke daad was.
De Romeinse regeringsleiders introduceerden de cultus van Cybele, de Magna Mater. In tegenstelling tot de andere oosterse cultussen, die maar geleidelijk aanhangers vonden in Rome, kreeg de cultus onmiddellijk een officiële positie binnen de Romeinse gemeenschap. De naam van de godin, Magna Mater betekent: ‘Grote Moeder’. Ze werd gezien als de moeder van alle levende wezens. Ze was de universele moeder aarde. Reeds vanaf de 7e en 6e eeuw v.Chr. was haar verering in Klein-Azië prominent. Daar werd ze eveneens Cybele genoemd, maar ook geassocieerd met Rhea. De dood en verrijzenis van haar jonge partner, Attis, werd jaarlijks herdacht door een viering. Magna Mater gaf de belofte van onsterfelijkheid aan al diegenen die zich inwijden in haar cultus.
In 205 v.Chr. tijdens de Tweede Punische Oorlog (218-201 v.Chr.) daagden de Carthagers de Romeinse staat enorm uit. Het was een uitputtende, lang durende en verschrikkelijke oorlog, die militaire en sociale crisis veroorzaakte in Rome. Hannibal plunderde het Italiaanse land en de Romeinen voelden een grote onbehaaglijkheid. Daarom werd de religie door vele Romeinen gezien als een goede bescherming. De regeringsleiders consulteerden de Sibyllini Libri, de Sibyllijnse Boeken. Deze vertelden dat de Romeinen de vijandelijke legers uit Italië zouden drijven als Magna Mater naar Rome werd gebracht. Een delegatie van hoge diplomaten werd onmiddellijk naar de stad Pessinus in Phrygië gestuurd, beschouwd als hoofdstad van de Magna Mater cultus, om er een zwarte meteoorsteen te halen, het symbool van de godin. Koning Attalus I van Pergamon gaf de steen gewillig mee.
Op 4 april 204 v.Chr. werd de lapis nigellus in Rome gebracht. Een van de nobelste dames uit Rome, de Vestaalse maagd Claudia Quintia, verwelkomde persoonlijk de zwarte steen van de Magna Mater in de haven van Ostia. Met haar heilzame krachten ‘trok’ ze het schip uit de zee nadat het was gezonken. De menigte aanwezige Romeinen, allemaal prominente figuren, keken vol verwondering toe. Deze belangrijke gebeurtenis werd gezien als een miraculeus teken voor een betere afloop van de lopende oorlog. Deze dag werd gevierd met een lectisternium (letterlijk: een godenmaaltijd waarbij de beelden van oorspronkelijk Griekse goden op kussens -pulvinar- werden gezet waarbij hen ook een maaltijd werd voorgezet) en circusspelen. In een processie werd met veel pracht en praal de beeltenis van de Magna Mater gedragen. De Priester en priesteres waren van Phrygische afkomst. Ze zongen en speelden op drums, fluiten en doedelzakken.

## De viering van de Ludi Megalenses
Wanneer de Romeinse ambtenaren Cybele, Magna Mater, voor het eerst verwelkomden in hun stad, wisten ze weinig over de activiteiten rond de cultus. Wat ze te zien kregen verbijsterde hen dan ook. De rituelen ter verering van deze godin verschilden extreem van de kalme, ordelijke en methodische ceremonieën van de staatsgodsdienst. Ingewijden in de cultus van Cybele leken in een staat van emotionele waanzin of opwinding te verkeren. Hun muziek was schril en rauw. De priesters van de cultus, Galli genaamd, waren aanvallend tegenover het bezadigde en sobere Romeinse temperament. De Galli waren eunuchen die zichzelf hadden gecastreerd bij hun toetreden aan de eredienst van de godin. Bij deze zelfverminking bleef het niet. Blijkbaar sneden de Galli in hun armen en vergoten hun eigen bloed tijdens de jaarlijkse viering van Attis’ dood en verrijzenis. Op het ogenblik dat de Romeinse ambtenaren deze rituelen zagen, namen ze onmiddellijk maatregelen om de cultus binnen de perken te houden. Ze werd onder de strenge supervisie van de priesters geplaatst die zich bezighielden met de Sibyllini Libri en geen enkele Romeinse burger kon Galli worden.
Tot de tempel gebouwd was moest de heilige steen in de Tempel van Victoria op de Palatijn bewaard worden. Toen in 191 v.Chr. de tempel voltooid was, werd deze ingezegend door M. Junius Brutus en kon de viering van de Megalesia echt van start gaan. Bij de inzegening van de tempel werd waarschijnlijk het toneelstuk Pseudolus van Plautus opgevoerd. Maar een andere passage van Livius laat blijken dat de Megalesia al reeds in 193 v.Chr. gevierd werden.
4 april was de hoofdfeestdag van het festival, Megalesia, genaamd. Op die dag bracht de Praetor Urbanus in de tijd van de republiek in de tempel een offer aan de godin. Dit gebeurde pas vanaf 191 v.Chr. toen de bouw van de tempel voltooid was.
Het was de gewoonte voor de rijke Romeinen om mekaar uit te nodigen op hun maaltijden, mutitationes genaamd. De extravagante gewoonten en hun uitbundige maaltijden tijdens deze festivaldagen liepen vaak uit de hand en hebben geleid tot een senatusconsultum in 161 v.Chr. Dat besluit eiste dat niemand verder zou gaan dan een zekere graad van verbruik.
Tijdens de Ludi Megalenses was het drama pertinent aanwezig. Zo werden de overgebleven toneelstukken van Terentius opgevoerd, Ardria, Hecyna, Hautontimorumenos en Eunuchus. De ludi werden eerst gehouden op de Palatijn voor de tempel van de godin. Later werden ze ook in theaters gehouden. De derde dag van het festival was uitsluitend voor de opvoering van drama’s. De slaven mochten niet aanwezig zijn op de spelen. Magistraten verschenen in purperen toga’s en praetexta.
Vanaf 194 v.Chr. werden de Ludi Megalenses naar Griekse gewoonte als Ludi Scaenici gevierd door circusspelen waarschijnlijk enkel op de laatste dag.
In de Augusteïsche tijd stond er ook een standbeeld van de godin tussen twee zittende leeuwen in de tempel.
De tempel brandde tweemaal af. In 111 vr. Chr. stak een aedile, Quintus Memmius, de tempel in brand en stal de zwarte meteoorsteen. De tempel werd in 110 vr. Chr. terug opgebouwd. In 3 vr. Chr. brandde de tempel voor een tweede keer af, dit keer in mysterieuze omstandigheden. De tempel werd heropgebouwd in 3 na Chr.
De Romeinen speelden geen enkele rol in de ceremonieën ter ere van de godin. Ze waren toeschouwers en vierden het feest met publieke feestelijkheden zoals de circusspelen en het theater.